# Der kleine Angsthase
Der kleine Angsthase ist ein Kinder- und Bilderbuch von Elizabeth Shaw, das erstmals 1963 im Kinderbuchverlag Berlin erschien. Es wurde bisher über eine Million Mal verkauft und gehört zu den erfolgreichsten Büchern, die in der DDR entstanden.

## Handlung
„Es war einmal ein kleiner Angsthase. Der wohnte bei seiner lieben Oma, die leider auch sehr ängstlich war. 

„Pass nur immer auf, Kleiner“, sagte sie. 
„Es könnte dir etwas zustoßen.““

Der kleine Hase hat vor allem möglichen Angst: vor Dunkelheit, Wasser, Gespenstern, anderen Tieren und vielem mehr. Als sein Freund Ulli, ein anderer Hase, in Gefahr gerät, überwindet der Hase seine Ängste und rettet Ulli vor dem Fuchs.

## Geschichte
Der kleine Angsthase war das erste veröffentlichte Buch der nordirischen Grafikerin und Autorin Elizabeth Shaw, die ab 1946 in Berlin und ab 1949 in der dann gegründeten DDR lebte. Es erschien zuerst 1963 im Kinderbuchverlag in Ost-Berlin und entwickelte sich bald zu einem der verbreitetsten Kinderbücher in der DDR.
Bis 1990 waren dort etwa 20 Auflagen herausgegeben worden, dazu kamen 10 Auflagen im Verlag Volk und Wissen (mit 200.000 Schulbuchausgaben). 1994 gab der Kinderbuchverlag das 636.- bis 646.-ste Tausend heraus.
Danach wurden 130.000 Bücher im Verlag Beltz/Der Kinderbuchverlag bis 2018 verkauft. 2019 gab es dort die 18. Auflage.
Es gibt bisher mindestens 7 Übersetzungen, darunter eine englische (The Timid Rabbit), eine schwedische (1983/2002), eine koreanische (2002) und eine slowakische (2021).

## Meinungen
„Die klassische Mutmach-Geschichte erschien erstmals 1963 – und ist schnell zu einem absoluten Lieblings-Bilderbuch geworden. Auch in der Neu-Ausgabe überzeugt sie mit den reduzierten, prägnanten Illustrationen, viel Witz im Detail und einem liebenswerten Helden, mit dem sich nicht nur ängstliche Kinder identifizieren werden. Unbedingt (wieder-)entdecken!“

## Bearbeitungen
Das Düsseldorfer Schauspielhaus führte 2018 ein von Martin Grünheit inszeniertes Bühnenstück nach Shaws Geschichte auf.